# IC 1922
IC 1922 је спирална галаксија у сазвјежђу Часовник која се налази на листи објеката дубоког неба у Индекс каталогу.
Деклинација објекта је - 50° 44' 25" а ректасцензија 3h 24m 43,0s. Привидна величина (магнитуда) објекта IC 1922 износи 16,1 а фотографска магнитуда 16,9. IC 1922 је још познат и под ознакама ESO 200-13, PGC 12749.